# Vonderau Museum

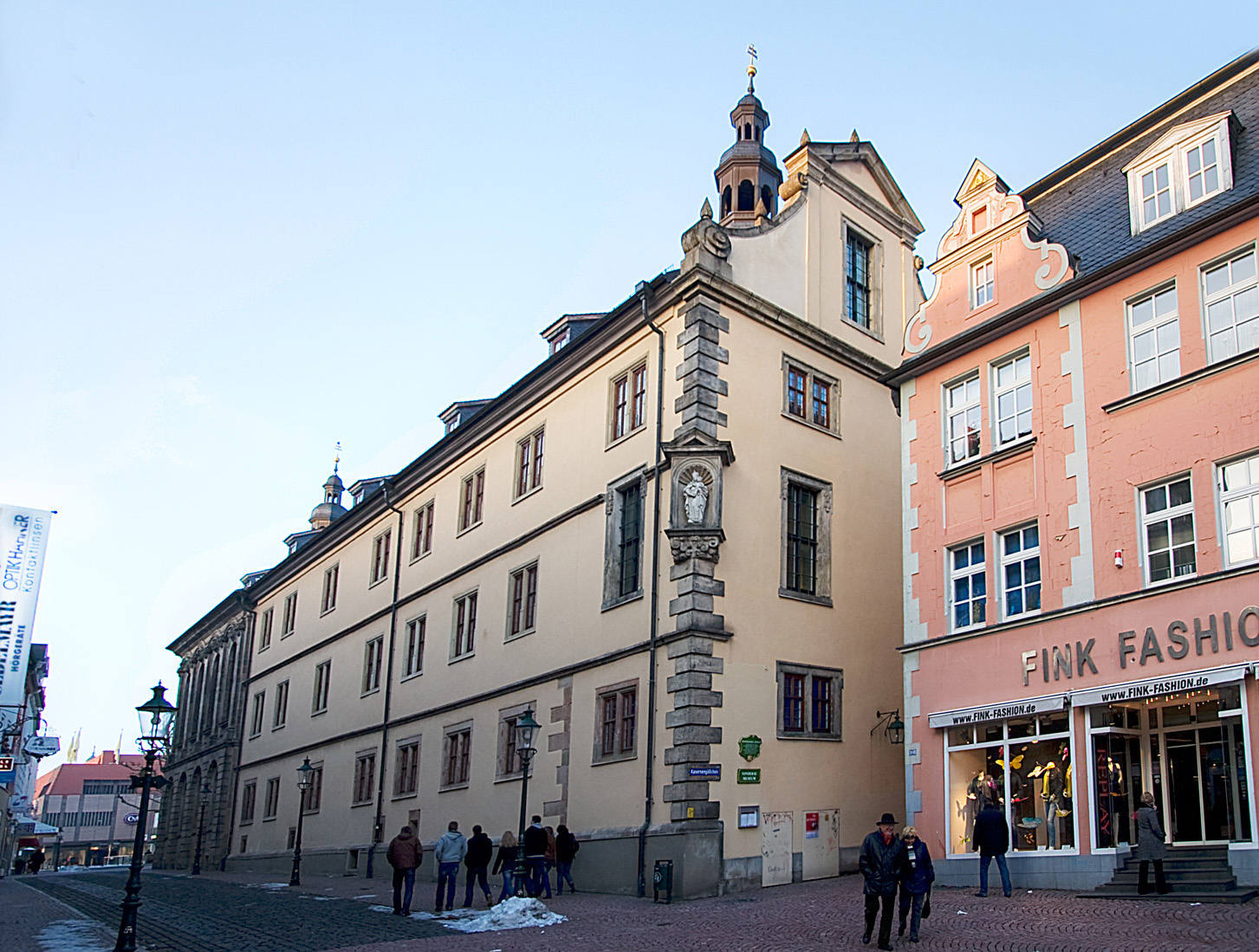
Südfassade des Vonderau-Museums am Steinweg

Das Vonderau Museum ist ein Museum der Stadt Fulda und wurde nach dem Lehrer und Heimatforscher Joseph Vonderau benannt.
Ein Themenschwerpunkt des Museums liegt auf der Vorgeschichte des Landkreises Fulda, wozu zahlreiche Exponate zur keltischen Besiedlung des Fuldaer Raumes (vor allem zum Oppidum Milseburg) zählen.
Das Museum besteht aus drei Abteilungen mit den Themen Kulturgeschichte, Naturkunde, Malerei und Skulptur sowie einem Planetarium.
Die Kreuz Kultur- und Gaststätten GmbH betreibt seit 1997 im Erdgeschoss das Museumscafé sowie ab 1999 im Museumskeller den Kulturkeller der Stadt Fulda und seit Februar 2008 den Szeneclub *neidclub.

## Geschichte
Die Gründung des Museums geht auf eine Stiftung des Fuldaer Domkapitulars Konrad Hahne 1875 zurück, der zu dieser Zeit wegen der durch den Kulturkampf bedingten Sedisvakanz als Kapitularvikar eingesetzt war.

„Herr Domkapitular Hahne beabsichtigt, seine Sammlung von Alterthümern, insbesondere fuldischen Ursprungs, der Stadt Fulda schenkweise zu überlassen, falls diese sich verpflichtet, die Sammlungen in anständigen Lokalen aufzustellen, dieselben nicht zu veräußern und einen etwaigen Überschuss der zu erhebenden Entrées über die Unterhaltungskosten zu milden Zwecken, z.B. hiesigen Armenanstalten zu verwenden“

Nachdem diese Bedingungen von Stadtrat und Bürgerausschuss akzeptiert wurde, wurde das Museum im Nordflügel der Stadtschule eingerichtet.
1930 wurde das Museum in Räumen des Fuldaer Stadtschlosses untergebracht, wodurch sich die Ausstellungskapazitäten erhöhten. Den heutigen Namen erhielt das Museum am 2. April 1938 anlässlich des 75. Geburtstages des Heimatforschers Joseph Vonderau, der es von 1897 bis 1947 leitete.
Als 1968 die historischen Räume im Stadtschloss saniert und restauriert wurden, kamen der größte Teil der Sammlung wieder in den Nordflügel der Stadtschule und blieb dort bis 1976 in provisorischem Zustand ausgestellt, während die restlichen Bestände zur höfischen Geschichte (Gemälde, Möbel, Fuldaer Porzellan, Glaspokale) in den renovierten Räumen im Stadtschloss untergebracht wurden.
Ende der 1980er-Jahre begann der Umbau der ehemaligen Stadtschule zu einem speziell für das Museum konzipierten Gebäude mit 4000 m² Ausstellungsfläche. Eröffnung war am 8. März 1994.

## Museumsleiter (Auswahl)
- Joseph Vonderau
- Jakob Karl Maurer
- Heinrich Hahn
- Werner Kirchhoff
- Gregor Stasch
- Sabine Fechter
- Frank Verse

## Dauerausstellung

### Abteilung Kulturgeschichte
- Vor- und Frühgeschichte: Bodenfunde aus dem Fuldaer Land von der Jungsteinzeit bis zur Eisenzeit
- Kloster und Landesherrschaft: Beschreibung der Stadtgeschichte von Gründung des Klosters Fulda bis zur Ausbildung der modernen Stadt
- Untertanen und Bürger: Rekonstruierte Wohnräume des 18. und 19. Jahrhunderts
- Stadtentwicklung und Industrialisierung: Historisches Handwerk und Industrie mit exemplarischen Werkzeugen und Produkten, u. a. Automobile der Marke Fuldamobil

### Abteilung Naturkunde
- Geologie: Erdgeschichtliche Vergangenheit Osthessens mit Versteinerungen von Pflanzen und Tieren
- Ökosysteme: Typische Lebensräume Osthessens werden mit Dioramen veranschaulicht

### Abteilung Malerei und Skulptur
- Künstler der Region: Skulpturen und Gemälde der in Fulda und in ihrer Umgebung arbeitenden Künstler seit dem Mittelalter
- Lapidarium: Bauplastik, Grab- und Flurdenkmale vom Mittelalter bis ins 20. Jahrhundert

### Planetarium
Das mit einer Fulldome-Video-Projektionstechnik ausgestattete Planetarium bietet 35 Sitzplätze und ergänzt mit seinen regelmäßigen Vorführungen das Museumsangebot. Das Programmangebot reicht von Weltraumausflügen bis zu Betrachtungen des aktuellen Fuldaer Sternhimmels.

## Sonder- und Wechselausstellungen (Auswahl)
- Magie des Wissens – Athanasius Kircher (1602-1680), Jesuit und Universalgelehrter (17. Januar 2003 – 16. März 2003)
- Siebenjähriger Krieg in Fulda – Die Schlacht auf dem Münsterfeld von 1759 (18. Juli 2003 – 14. September 2003)
- Bonifatius – Vom angelsächsischen Missionar zum Apostel der Deutschen (3. April 2004 – 4. Juli 2004)[4]
- Das weiße Gold aus Hessen – Malereien auf Fayence und Porzellan (7. Dezember 2005 – 17. April 2006)
- Maschinenbau in Fulda – Klein & Stiefel 1905-1979 (20. Januar 2006 – 2. April 2006)
- Freiheits(t)räume – Das Freiadlige Stift Wallenstein von 1759 bis 1992 (11. Februar 2010 – 11. April 2010)
- Steinzeug in Fulda aus Römershag, Oberbach, Steinau (10. Dezember 2010 – 6. März 2011)
- 911 – Königswahl zwischen Karolingern und Ottonen. König Konrad der Erste – Herrschaft und Alltag (9. November 2011 – 6. Februar 2012)
- 300 Jahre Dom zu Fulda und sein Architekt Johann Dientzenhofer (1663-1726) (1. August 2012 – 3. Oktober 2012)
- Hans-Peter Porzner, Ferdinand Lammeyer. Die Verwandlung der Farbe. Oder: Ferdinand Lammeyer, K. O. Götz, Joseph Beuys. Die Geburt der Mickey Mouse in den Tannen von 1943 bis heute (11. März 2014 – 20. April 2014)[5]
- Die Rhön – Geschichte einer Landschaft (1. Juli 2015 – 28. März 2016)
- Der Frauenberger Kreuzweg und sein Bildhauer Wenzel Marx (1711-1773) (11. Februar 2016 – 10. April 2016)
- ... und am Anfang steht ein Mord. Fulda – Ort von Heiligen (25. Februar 2016 – 17. April 2016)
- Dalí – Ein Leben für die Kunst (5. Mai 2016 – 31. Juli 2016)
- artist 2016 (13. August 2016 – 11. September 2016)
- Querschnitt 2016 – „Geteilt“ (24. September 2016 – 23. Oktober 2016)
- Von Pfeffersäcken und Hungerleidern  – Geschichte(n) übers Essen und Trinken (24. November 2016 – 2. April 2017)
- Querschnitt 2017 – Flow (21. Mai 2017 – 30. Juni 2017)
- Stippvisite der Berliner Bonifatius-Skulptur im Vonderau Museum (4. Mai 2017 – 20. August 2017)
- Weihnachtskrippen der Fuldaer Krippenfreunde e. V. (25. November 2017 – 7. Januar 2018)
- I’m Not There – Bob Dylan Ausstellung (28. April 2018 – 13. Mai 2018)
- Andrea(s) Gallasini (1681-1766) – Vom Stuckateur zum fürstlichen Baumeister in Fulda (15. Mai 2018 – 19. August 2018)
- Drei Lebenswege – Drei Frauen des Jungen Kunstkreises (7. September 2018 – 21. Oktober 2018)
- Fulda handelt. Fulda prägt. 1000 Jahre Münz-, Markt- und Zollrecht (13. März 2019 – 4. August 2019)
- Wo gibt's denn hier Vulkane? – Spurensuche im Vogelsberg (15. September 2019 – 31. Oktober 2019)
- Loheland 100 – Gelebte Visionen für eine neue Welt (27. September 2019 – 5. Januar 2020)
- Als die Demokratie zurückkam – 75 Jahre Verfassung in Hessen und Fulda (15. Juli 2021 – 9. Januar 2022)[6]
- Kelten Land Hessen – Eisen verändert die Welt (24. März 2022 – 8. Januar 2023)[7]
- Ötzi – Der Mann aus dem Eis (16. Februar 2023 – 21. Mai 2023)
- Johann Andreas Herrlein (1723-1796) (21. Dezember 2023 – 17. März 2024)
- Steinreich – Minerale und Gesteine im Alltag (1. Februar 2024 – 16. Juni 2024)

## Publikationen (Auswahl)
- Gregor Karl Stasch (Hrsg.): Magie des Wissens – Athanasius Kircher (1602-1680), Jesuit und Universalgelehrter. (= Katalog zur gleichnamigen Sonderausstellung). Imhof, Petersberg 2003, ISBN 978-3-935590-82-2.
- Gregor Karl Stasch (Hrsg.): Siebenjähriger Krieg in Fulda – Die Schlacht auf dem Münsterfeld von 1759. (= Katalog zur gleichnamigen Sonderausstellung). Imhof, Petersberg 2003, ISBN 978-3-937251-07-3.
- Gregor Karl Stasch (Hrsg.): Bonifatius – Vom angelsächsischen Missionar zum Apostel der Deutschen. (= Katalog zur gleichnamigen Sonderausstellung). Imhof, Petersberg 2004, ISBN 978-3-937251-63-9.
- Gregor Karl Stasch (Hrsg.): Das weiße Gold aus Hessen – Malereien auf Fayence und Porzellan. (= Katalog zur gleichnamigen Sonderausstellung). Imhof, Petersberg 2005, ISBN 978-3-86568-084-6.
- Georg Klein, Thomas Heiler: Maschinenbau in Fulda – Klein & Stiefel 1905-1979. (= Katalog zur gleichnamigen Sonderausstellung). Imhof, Petersberg 2006, ISBN 978-3-86568-067-9.
- Stefan W. Römmelt: Freiheits(t)räume – Das Freiadlige Stift Wallenstein von 1759 bis 1992. (= Katalog zur gleichnamigen Sonderausstellung). Imhof, Petersberg 2010, ISBN 978-3-86568-584-1.
- Werner Kirchhoff: Steinzeug in Fulda aus Römershag, Oberbach, Steinau. (= Katalog zur gleichnamigen Sonderausstellung). Imhof, Petersberg 2010, ISBN 978-3-86568-672-5.
- Gregor Karl Stasch, Frank Verse (Hrsg.): König Konrad I. – Herrschaft und Alltag. (= Katalog zur Sonderausstellung 911 – Königswahl zwischen Karolingern und Ottonen. König Konrad der Erste – Herrschaft und Alltag). Imhof, Petersberg 2011, ISBN 978-3-86568-700-5.
- Gregor Karl Stasch (Hrsg.): 300 Jahre Dom zu Fulda und sein Architekt Johann Dientzenhofer (1663-1726). (= Katalog zur gleichnamigen Sonderausstellung). Imhof, Petersberg 2012, ISBN 978-3-86568-858-3.
- Thomas Heiler, Udo Lange, Gregor Karl Stasch, Frank Verse (Hrsg.): Die Rhön – Geschichte einer Landschaft. Tagungsband. (= Publikation zur Fachtagung Rhön 2015 – Geschichte einer Landschaft). Imhof, Petersberg 2015, ISBN 978-3-7319-0256-0.
- Thomas Heiler, Udo Lange, Gregor Karl Stasch, Frank Verse (Hrsg.): Die Rhön – Geschichte einer Landschaft. Ausstellungskatalog. (= Katalog zur gleichnamigen Sonderausstellung). Imhof, Petersberg 2015, ISBN 978-3-7319-0272-0.
- Sabine Fechter (Hrsg.): Fulda handelt. Fulda prägt. 1000 Jahre Münz-, Markt- und Zollrecht. (= Katalog zur gleichnamigen Sonderausstellung). Imhof, Petersberg 2019, ISBN 978-3-7319-0814-2.
- Elisabeth Mollenhauer-Klüber, Michael Siebenbrodt  (Hrsg.): Loheland 100 – Gelebte Visionen für eine neue Welt. (= Katalog zur gleichnamigen Sonderausstellung). Imhof, Petersberg 2019, ISBN 978-3-7319-0902-6.
- Frank Verse (Hrsg.): Als die Demokratie zurückkam – 75 Jahre Verfassung in Hessen und Fulda. (= Katalog zur gleichnamigen Sonderausstellung). Imhof, Petersberg 2021, ISBN 978-3-7319-1152-4.
- Vonderau Museum, Keltenwelt am Glauberg, Archäologisches Museum Frankfurt (Hrsg.): Kelten Land Hessen. Archäologische Spuren im Herzen Europas. (= Katalog zur Sonderausstellung Kelten Land Hessen – Eisen verändert die Welt). Imhof, Petersberg 2022, ISBN 978-3-7954-3707-7.